# Wimberley (Teksas)
Wimberley je grad u američkoj saveznoj državi Teksas. Prema popisu stanovništva iz 2010. u njemu je živjelo 2.626 stanovnika.